# Incilius
Incilius – rodzaj płazów bezogonowych z rodziny ropuchowatych (Bufonidae).

## Zasięg występowania
Rodzaj obejmuje gatunki występujące w południowych Stanach Zjednoczonych na południe do Panamy, a następnie na południe wzdłuż Oceanu Spokojnego do Ekwadoru.

## Systematyka

### Etymologia
- Incilius: łac. incilis „odnoszący się do rowu”, od incile „rów”[8].
- Cranopsis: gr. κρανος kranos, κρανεος kraneos „hełm”[9]; οψις opsis „wygląd”[10]. Gatunek typowy: Cranopsis fastidiosus Cope, 1875.
- Ollotis: gr. ολλος ollos (= αλλος allos) „inny”[11]; -ωτις -ōtis „-uchy”, od ους ous, ωτος ōtos „ucho”[12]. Gatunek typowy: Ollotis coerulescens Cope, 1875 (= Cranopsis fastidiosus Cope, 1875).
- Crepidius: gr. κρηπις krēpis, κρηπιδος krēpidos „but”[13]; gr. ιδιος idios „własny, wyraźnie osobliwy”[14]. Gatunek typowy: Crepidius epioticus Cope, 1875.
- Crepidophryne: gr. κρηπις krēpis, κρηπιδος krēpidos „but”[13]; φρυνη phrunē, φρυνης phrunēs „ropucha”[15]. Nazwa zastępcza dla Crepidius Cope, 1875 (nazwa zajęta przez Crepidius Candéze, 1859 (Coleoptera)).
- Cranophryne: gr.|κρανος kranos, κρανεος kraneos „hełm”[9]; φρυνη phrunē, φρυνης phrunēs „ropucha”[15]. Nazwa zastępcza dla Cranopsis Cope, 1875 (nazwa zajęta przez Cranopsis Adams, 1860 (Mollusca)).

### Podział systematyczny
Takson ten czasami jest traktowany jako podrodzaj Bufo. Do rodzaju należą następujące gatunki:

- Incilius alvarius (Girard, 1859) – ropucha koloradzka[16]
- Incilius aucoinae (O'Neill & Mendelson, 2004)
- Incilius aurarius Mendelson, Mulcahy, Snell, Acevedo & Campbell, 2012
- Incilius bocourti (Brocchi, 1877)
- Incilius campbelli (Mendelson, 1994)
- Incilius canaliferus (Cope, 1877)
- Incilius cavifrons (Firschein, 1950)
- Incilius chompipe (Vaughan & Mendelson, 2007)
- Incilius coccifer (Cope, 1866)
- Incilius coniferus (Cope, 1862)
- Incilius cristatus (Wiegmann, 1833)
- Incilius cycladen (Lynch & Smith, 1966)
- Incilius epioticus (Cope, 1875)
- Incilius fastidiosus (Cope, 1875) – ropucha żółtogłowa[17]
- Incilius gemmifer (Taylor, 1940)
- Incilius guanacaste (Vaughan & Mendelson, 2007)
- Incilius holdridgei (Taylor, 1952)
- Incilius ibarrai (Stuart, 1954)
- Incilius karenlipsae Mendelson & Mulcahy, 2010
- Incilius leucomyos (McCranie & Wilson, 2000)
- Incilius luetkenii (Boulenger, 1891)
- Incilius macrocristatus (Firschein & Smith, 1957)
- Incilius majordomus Savage, Ugarte & Donnelly, 2013
- Incilius marmoreus (Wiegmann, 1833)
- Incilius mazatlanensis (Taylor, 1940)
- Incilius mccoyi Santos-Barrera & Flores-Villela, 2011
- Incilius melanochlorus (Cope, 1877)
- Incilius nebulifer (Girard, 1854)
- Incilius occidentalis (Camerano, 1879)
- Incilius periglenes (Savage, 1967) – ropucha złota[17][16] – takson wymarły w 1989 roku[18]
- Incilius peripatetes (Savage, 1972)
- Incilius perplexus (Taylor, 1943)
- Incilius pisinnus (Mendelson, Williams, Sheil & Mulcahy, 2005)
- Incilius porteri (Mendelson, Williams, Sheil & Mulcahy, 2005)
- Incilius signifer (Mendelson, Williams, Sheil & Mulcahy, 2005)
- Incilius spiculatus (Mendelson, 1997)
- Incilius tacanensis (Smith, 1952)
- Incilius tutelarius (Mendelson, 1997)
- Incilius valliceps (Wiegmann, 1833)